# Wilhelm I. (Aquitanien)

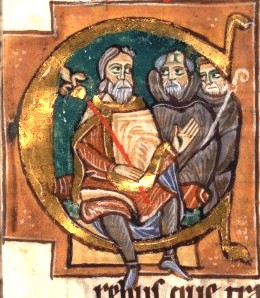
Herzog Wilhelm I. von Aquitanien

Wilhelm I. von Aquitanien, genannt der Fromme (französisch: Guillaume Le Pieux; † 6. Juli 918) war ein Graf von Auvergne, später erster Herzog des hochmittelalterlichen Herzogtums Aquitanien und Laienabt von St. Julien aus der Familie der Wilhelmiden (Gellones). Er war ein Sohn von Bernard Plantevelue und dessen Ehefrau Ermengarde.

## Leben
Wilhelm folgte seinem 886 verstorbenen Vater in dem ausgedehnten Familienbesitz nach. Dieser konzentrierte sich hauptsächlich in Ost- und Zentralaquitanien um die Auvergne, das Mâconnais, Autunois Berry, Lyonnais und das Limousin. Damit war er der mächtigste Fürst im aquitanischen Regnum. Ebenfalls vom Vater erbte er die „gotische Mark“ (Septimanien). Um dort die Herrschaft seiner Familie gegen die rivalisierenden Raimundiner zu stützen, war Wilhelms Schwester mit dem Grafen von Carcassonne verheiratet.
Nach der Absetzung Kaiser Karls des Dicken (887) stand Wilhelm gemeinsam mit Graf Ramnulf II. von Poitou gegen den gewählten König Odo und unterstützte den Karolinger Karl den Einfältigen. 902 half Wilhelm seinem Schützling Ebalus Mancer bei der Rückeroberung von Poitiers. Nachdem sich Karl 893 als alleiniger König durchsetzen konnte, trat Wilhelm erstmals mit dem Titel dux urkundlich in Erscheinung, allerdings noch ohne feste Zuordnung. Obwohl er auch weiterhin loyal zu König Karl dem Einfältigen blieb, nahm Wilhelm 909 eigenmächtig den Titel eines „Herzogs der Aquitanier“ (dux Aquitanorum) an und demonstrierte damit seine königsgleiche Stellung gegenüber dem Herrscher. Er blieb dennoch dem König treu und verteidigte zwischen 916 und 918 Bourges erfolgreich gegen Herzog Rudolf von Burgund. Dagegen verlor Wilhelm die Kontrolle über die Grafen von Toulouse, die seinen Oberhoheitsanspruch nicht anerkannten.
Wilhelm starb 918 und wurde in der Abtei St. Julien in Brioude bestattet. Seine historisch bedeutsamste Handlung war die Gründung der Benediktinerabtei von Cluny am 11. September 910, deren Aufbau er Berno von Baume anvertraute und sie direkt dem Papst Sergius III. unterstellte.
Vor 898 heiratete er Engelberga († um 917 in Piacenza), eine Tochter von Boso von Vienne und der Ermengarde von Italien, die wiederum die einzige Tochter des Kaisers Ludwig II. war. Da die Ehe kinderlos blieb, folgte ihm sein Neffe Wilhelm der Jüngere nach.